# Francisco Lourenço Valadão Júnior
Francisco Lourenço Valadão Júnior OC • ComC (Praia da Vitória, Vila Nova, 3 de Outubro de 1889 — Angra do Heroísmo, 31 de Dezembro de 1969), mais conhecido por dr. Valadão Júnior, foi um advogado, político e intelectual açoriano, que entre outras funções foi secretário do governo civil e governador civil interino do Distrito Autónomo de Angra do Heroísmo. Foi pai de Ramiro Machado Valadão, umas das mais importantes figuras da propaganda do Estado Novo.

## Biografia
Depois de frequentar o Liceu Nacional de Angra do Heroísmo concluiu o ensino secundário no Liceu Nacional de Ponta Delgada e formou-se em Direito na Universidade de Coimbra. Terminado o curso fixou-se em Angra do Heroísmo, onde abriu banca de advogado, estando activo no meio forense a partir de 1914, ganhando progressivamente fama de advogado brilhante, com larga clientela nas comarcas de Angra do Heroísmo e Praia da Vitória.
Entretanto, em 1913 fora nomeado ajudante de notário e iniciou uma carreira administrativa que o levaria a presidir à comissão executiva da Junta Geral do Distrito Autónomo de Angra do Heroísmo (1915) e partir de Abril de 1919 às funções de secretário-geral do Governo Civil, cargo que exerceu até se aposentar. As funções de secretário-geral fizeram dele o elemento de continuidade no funcionamento da instituição, além do substituto legal dos governadores, pelo que em múltiplas ocasiões exerceu interinamente as funções de governador civil.
Envolveu-se na vida política local e em 1918 e 1919, com início no consulado de Sidónio Pais, foi presidente da comissão administrativa da Câmara Municipal de Angra do Heroísmo. Conservador, foi apoiante dos partidos de direita, aderindo a partir do golpe de 28 de Maio de 1926 às políticas da Revolução Nacional e depois do Estado Novo, sendo uma das figuras mais importantes do regime na ilha Terceira. As suas funções no Governo Civil deram-lhe grande influência nas nomeações políticas para cargos administrativos locais.
Apesar do seu posicionamento no campo conservador, apoiou a opinião popular a favor da independência secular das irmandades do Divino Espírito Santo contra a vontade da hierarquia da Igreja Católica, liderada pelo bispo D. Manuel Afonso de Carvalho, de assumir o seu controlo e de impor regras ao seu funcionamento.
Interessou-se pelas questões da cultura e foi professor do Liceu Nacional de Angra do Heroísmo, mantendo importante colaboração na imprensa local, publicando crónicas, muitas delas relacionadas com a sua infância no Ramo Grande. Contribuiu com alguns contos para a revista Os Açores, que se publicava em Ponta Delgada.
Foi sócio fundador do Instituto Histórico da Ilha Terceira, colaborando com com alguns artigos sobre o período das lutas liberais na ilha, realçando as atrocidades cometidas e combatendo a visão mítica e heróica da adesão do povo terceirense ao campo liberal. É também autor de alguns artigos sobre matéria forense.
Fez parte dos órgãos sociais de diversas instituições, nomeadamente do Sport Clube Angrense, do Rádio Clube de Angra e da Fanfarra Operária Gago Coutinho e Sacadura Cabral.
Na fase final da sua vida foi objecto de múltiplas homenagens e foi feito Oficial da Ordem Militar de Cristo a 5 de Outubro de 1930 e elevado a Comendador da mesma Ordem a 21 de Junho de 1944 e outras condecorações estrangeiras. O seu nome foi incluído na toponímia da freguesia da Vila Nova (logo em 1929), junto à casa onde nasceu, e a Câmara Municipal da Praia da Vitória colocou o seu retrato no salão nobre.

## Principais obras publicadas
- 1942 — Um terceirense notável: o 1.º Conde da Praia da Vitória. Angra do Heroísmo, Tip. Angrense;
- 1943 — "A Ilha Terceira. A emigração liberal. D. Maria II, Rainha da Terceira. O Terror. O julgamento de um guerrilheiro condenado à morte". Boletim do Instituto Histórico da Ilha Terceira, 1: 60-96.
- 1956 — "A guerra entre a Inglaterra e a América do Norte e o bisavô do Dr. Luís da Silva Ribeiro; Um heróico combatente da Guerra Civil Portuguesa (Bisavô do dr. Luís da Silva Ribeiro)". Boletim do Instituto Histórico da Ilha Terceira, 14: 256-313.
- 1958 — "Um Juiz de Fora, em Angra, no 1º quartel do século XIX; Um Fidalgo e um Alfaiate, agitadores políticos na cidade de Angra, em 1821 a 1823", Boletim do Instituto Histórico da Ilha Terceira, 16: 36-98.
- 1959 — "Na Vila da Praia: Um Juiz de Fora. Um frade constitucionalista, 1823-1824", Boletim do Instituto Histórico da Ilha Terceira, 17: 85-104.
- 1964 — Evocando figuras terceirenses. Angra do Heroísmo, Tip. Angrense.
- 1964 — Dois capitães-generais e a 1.ª revolução constitucional na ilha Terceira. Lisboa, Edições Panorama.